# Casola di Napoli
Casola di Napoli es un municipio italiano localizado en la ciudad metropolitana de Nápoles, región de Campania. Cuenta con 3.864 habitantes en 2,59 km². Limita con las localidades de Gragnano y Lettere.

## Demografía
| Gráfica de evolución demográfica de Casola di Napoli entre 1861 y 2011 |
|                                                                        |
| Fuente ISTAT - elaboración gráfica de Wikipedia                        |